# Horst Richter (SS-Mitglied)
Horst Richter (* 28. September 1921 in Berlin; † vor dem 22. September 2015) war ein deutscher SS-Scharführer der Waffen-SS und ein in Italien verurteilter Kriegsverbrecher. Er wurde am 22. Juni 2005 – in Abwesenheit – wegen des Massakers von Sant’Anna di Stazzema mit neun weiteren SS-Männern zu lebenslanger Haft verurteilt. Bei diesem Massaker am 12. August 1944 wurden etwa 560 Zivilisten ermordet.

## Militärische Laufbahn
Richter war von 1936 an in der Hitlerjugend und brachte es dort bis zum Scharführer. 1939 verpflichtete er sich als Freiwilliger für 12 Jahre bei der SS. Der auch der NSDAP beigetretene Richter kam 1940 nach dem Beginn des Zweiten Weltkriegs zu einer Einheit der SS-Division „Totenkopf“ nach Warschau, der auch Alfred Schöneberg angehörte. Letzterer gehörte später ebenfalls zu den Mitangeklagten im Prozess wegen des Massakers in Sant’Anna di Stazzema.
In der Totenkopf-Division machte er Karriere und wurde am 1. Januar 1943 zum SS-Unterscharführer befördert. Während seiner Zeit bei der Division wurde er mehrmals verwundet, im April 1942 sowie im März 1943 bei der Rückeroberung von Charkow. Nach einer längeren Genesungszeit erfolgte seine Abkommandierung zunächst zum SS-Totenkopf Ersatz-Bataillon nach Warschau und anschließend zum SS-Begleit-Bataillon.
Aus dem SS-Begleit-Bataillon wurde er nach Italien zur neu errichteten 16. SS-Panzergrenadier-Division „Reichsführer SS“ versetzt und als Zugführer der 5. Kompanie des II. Bataillons des SS-Panzer Regiments 35 unterstellt. Die Division war im Herbst 1943 vom Kommandostab Reichsführer SS aus der 3. SS-Panzerdivision Totenkopf und dem SS-Begleit-Bataillon gebildet worden. Diese beiden vorgenannten Einheiten „gelten (nach Martin Cüppers) als Wegbereiter der Shoa“, die die Vernichtung der Juden in der Sowjetunion begannen. In Italien war die 16. SS-Panzergrenadier-Division zur Verteidigung der Gotenstellung im nördlichen Apennin eingesetzt. Als die Alliierten im Sommer 1944 vorrückten, intensivierten Partisanen ihre Aktivitäten und die SS führte „Vergeltungsmaßnahmen“ gegen das „Bandenwesen“ durch, die Terrormaßnahmen gegen Zivilisten waren. Richter war als Zugführer in der 5. Kompanie des von SS-Hauptsturmführer Anton Galler befehligten II. Bataillons des SS-Panzergrenadier-Regiments 35 am Massaker von Sant’Anna di Stazzema am 12. August 1944 beteiligt, bei dem vor allem unschuldige Kinder, Frauen und alte Menschen ermordet wurden. Im September und im Oktober 1944 wurde Richter nochmals zweimal leicht verwundet und am 1. November 1944 zum SS-Scharführer befördert. Im Mai 1945 geriet er schließlich in US-amerikanische Kriegsgefangenschaft.

## Juristische Aufarbeitung
Der Name Horst Richter tauchte im Zusammenhang mit den Ereignissen in Sant’Anna di Stazzema zum ersten Mal bereits im September 1944 auf, als ein deutscher Überläufer ihn vor der von der 5. US-Armee eingesetzten Untersuchungskommission nennt.
2002 eröffnete die Militärstaatsanwaltschaft in La Spezia ein Verfahren gegen mutmaßliche Täter des Massakers in Sant’Anna di Stazzema. Dies wurde erst möglich, nachdem die bereits nach Ende des Zweiten Weltkrieges angelegten Akten lange Zeit im sogenannten Schrank der Schande zurückgehalten worden waren. Im Jahr 2004 begann der Prozess vor dem Militärgerichtshof in La Spezia. Im gleichen Jahr gab Richter in einem Interview mit der Journalistin Christine Kohl zu, während des Krieges in Sant’Anna di Stazzema gewesen zu sein.
Im Jahr 2005 wurden Richter, Karl Gropler Gerhard Sommer, Alfred Schöneberg, Werner Bruß, Heinrich Schendel, Ludwig Heinrich Sonntag, Georg Rauch, Ludwig Göring und Alfred Mathias Concina in Abwesenheit zu einer lebenslangen Freiheitsstrafe verurteilt. Das Urteil wurde im Jahr 2006 vom Appellationsmilitärgerichtshof in Rom in zweiter Instanz und 2007 vom Obersten Kassationsgerichtshof in dritter und letzter Instanz bestätigt.
Richter wurde nie der italienischen Justiz überstellt und auch in Deutschland nicht angeklagt. Sein letzter bekannter Wohnort war Krefeld.